# 오페라 가르니에
오페라 가르니에(Opéra Garnier) 또는 가르니에 궁(Palais Garnier)은 프랑스 파리 9구 오페라 광장 북쪽 끝에 위치한 2200석을 수용하는 오페라 극장이다. 파리 오페라 극장(Opéra de Paris, Paris Opéra)으로도 알려져 있다. 샤를 가르니에가 신바로크 양식으로 설계한 건물로 그 당시 건축학적 걸작 중 하나로 평가된다.
1875년 칙령하에 이 오페라 극장은 공식적으로 '음악 국립 아카데미 - 오페라 극장'(프랑스어: Académie Nationale de Musique - Théâtre de l'Opéra)으로 명명되었다. 이 이름은 1978년까지 유지되었으나, '파리 국립 오페라 극장'(프랑스어: Théâtre National de l'Opéra de Paris)으로 개명되었다. 1989년 바스티유 오페라 극장의 완공으로, 오페라단이 대표 극장으로 바스티유 오페라를 선택한 뒤로는 가르니에 궁으로 다시 개명되었다. 다만 가르니에 궁의 정식 명칭인 '국립 음악무용 아카데미'가 여전히 극장 파사드 정면 기둥 위에 붙어있는 상태다. 극장 이름도 바뀌고 오페라단도 바스티유 오페라로 재이전하였음에도 불구하고, 가르니에 궁은 여전히 많은 사람들에게 '파리 오페라'라는 이름으로 알려져 있다. 이곳은 설립 이후 파리 시민들에게 오페라와 발레의 주요 공연장 역할을 담당하였다.
오페라 가르니에 정면 상단에는 음악가의 얼굴동상이 있으며 대표적으로 베토벤, 모차르트의 동상이 있다. 객석은 약 2,160석 정도이며 그 밖에 보조의자가 40개 정도 있다. 이 공연장의 천장에는 마르크 샤갈의 천장화가 있으며 신바로크 양식의 샹들리에가 있다. 1896년에 이 샹들리에의 수평수가 떨어져서 이 샹들리에가 추락하는 사고가 있었다.
이곳에서 장바티스트 륄리, 장필리프 라모, 크리스토프 빌리발트 글루크의 오페라가 공연되어 프랑스 오페라가 크게 발전하는 계기가 되었다. 그 밖에 《빌헬름 텔》, 《타이스》, 《돈 카를로스》를 공연했고, 오늘날까지 오페라 600편 이상, 발레 300편 이상을 공연했다.

## 역사
루이 14세는 장바티스트 륄리에게 1672년 음악 국립 아카데미를 설립하도록 감독권을 주었으나, 현재의 건물은 현상모집에 입상한 가르니에의 설계에 의하여 1862년에 착공, 3,500만프랑을 들여 1875년에 개장한 후 1936년에 일부가 소실, 그 후 수복하여 현재에 이르고 있다.

## 같이 보기
- 음악 왕립 아카데미
- 파리 오페라 발레
- 파리 국립 오페라
- 오페라의 유령

## 갤러리

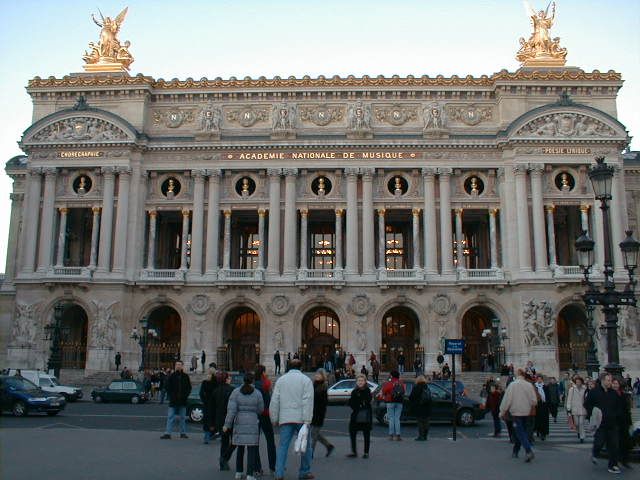
오늘날의 가르니에 궁
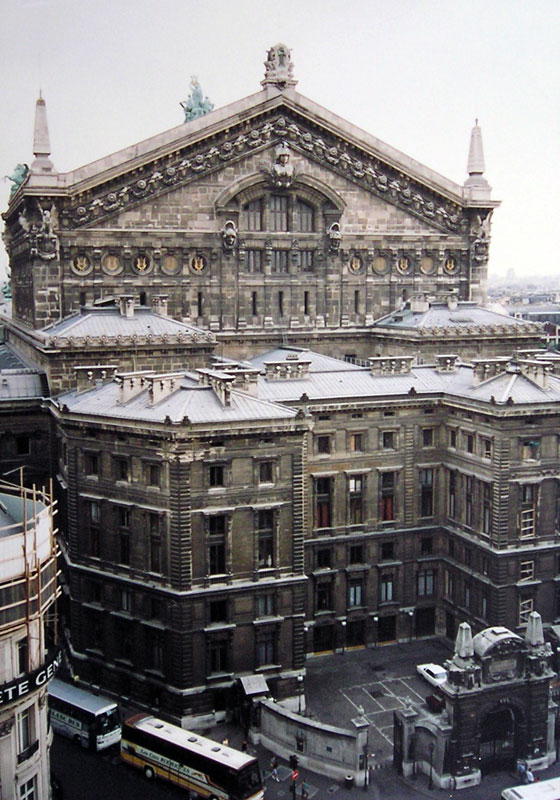
파사드 뒷면
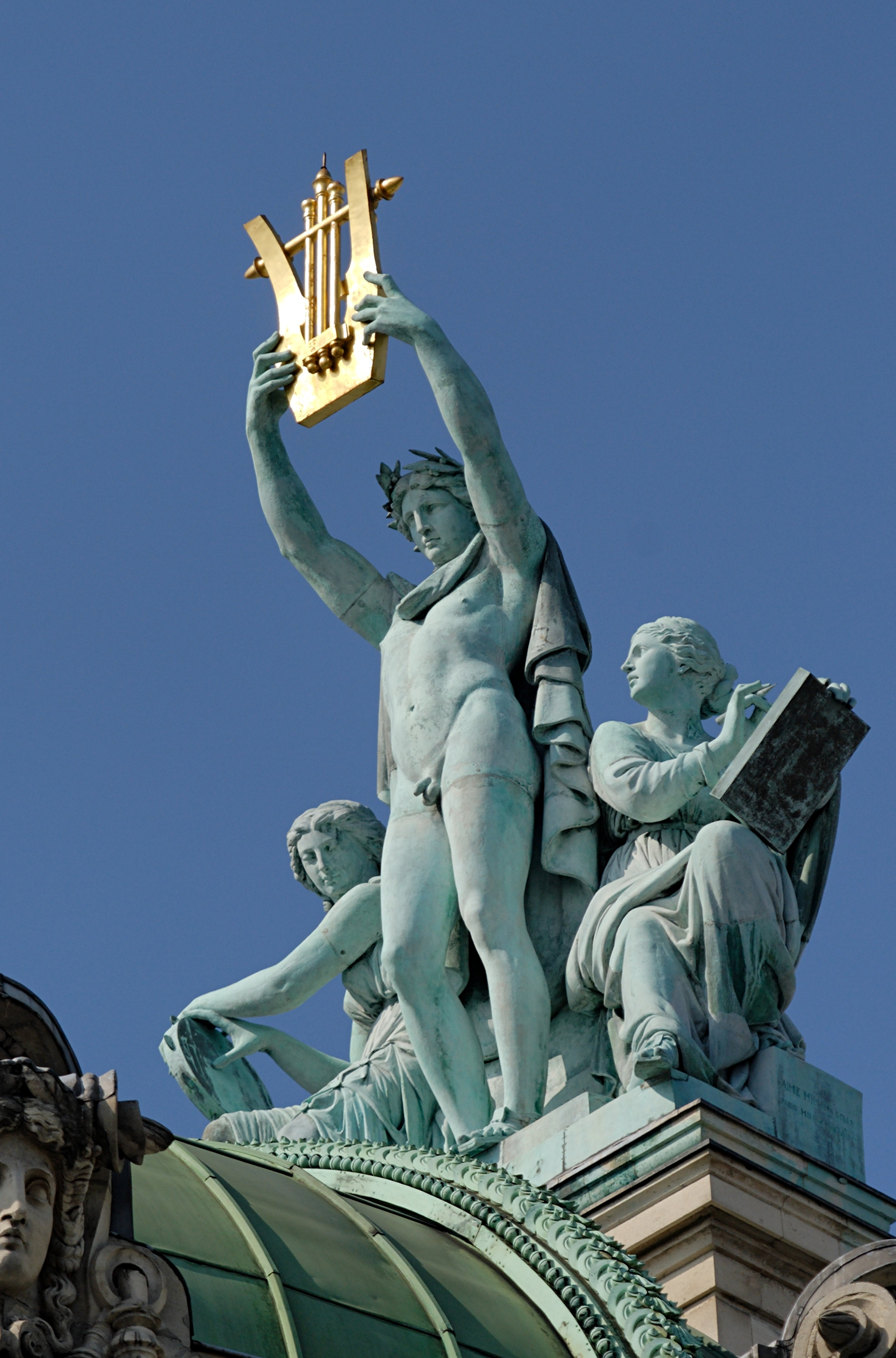
《아폴론》, 시와 음악 부분
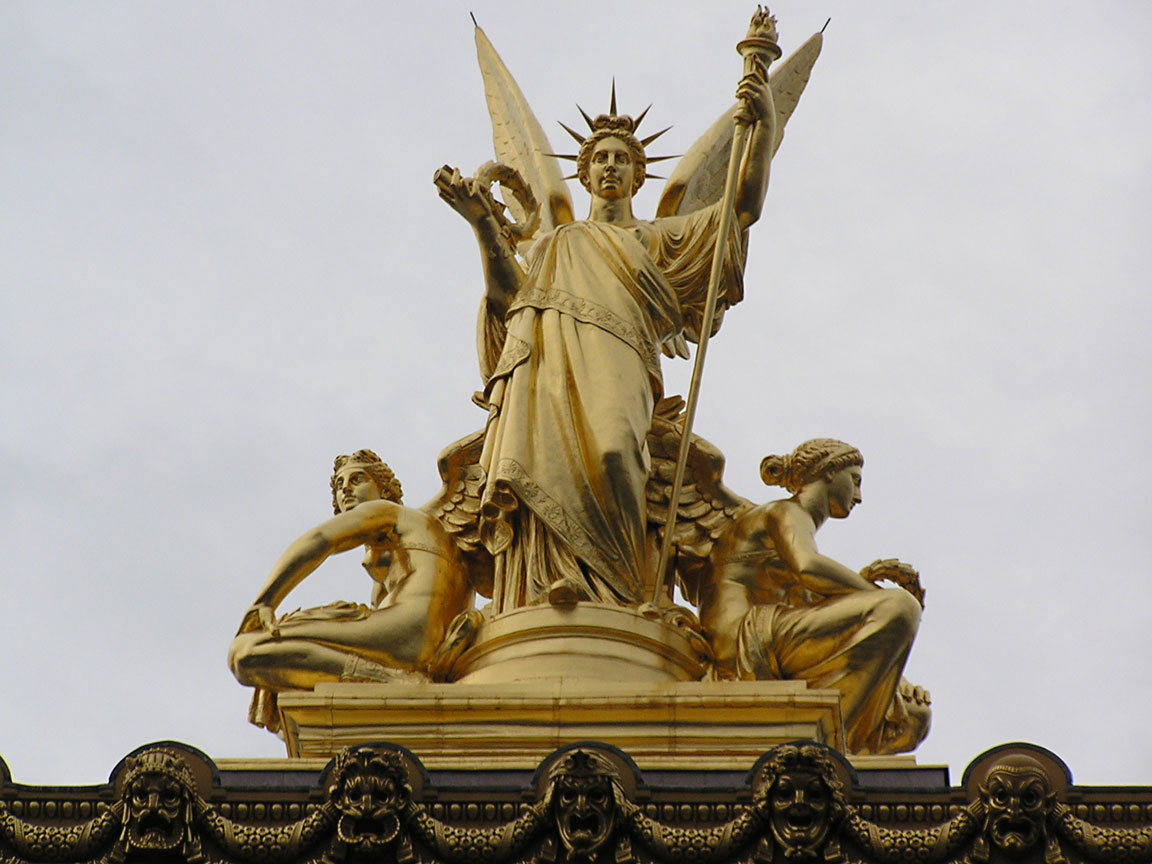
샤를 귀메리가 조각한 지붕 위의 《시의 여신》
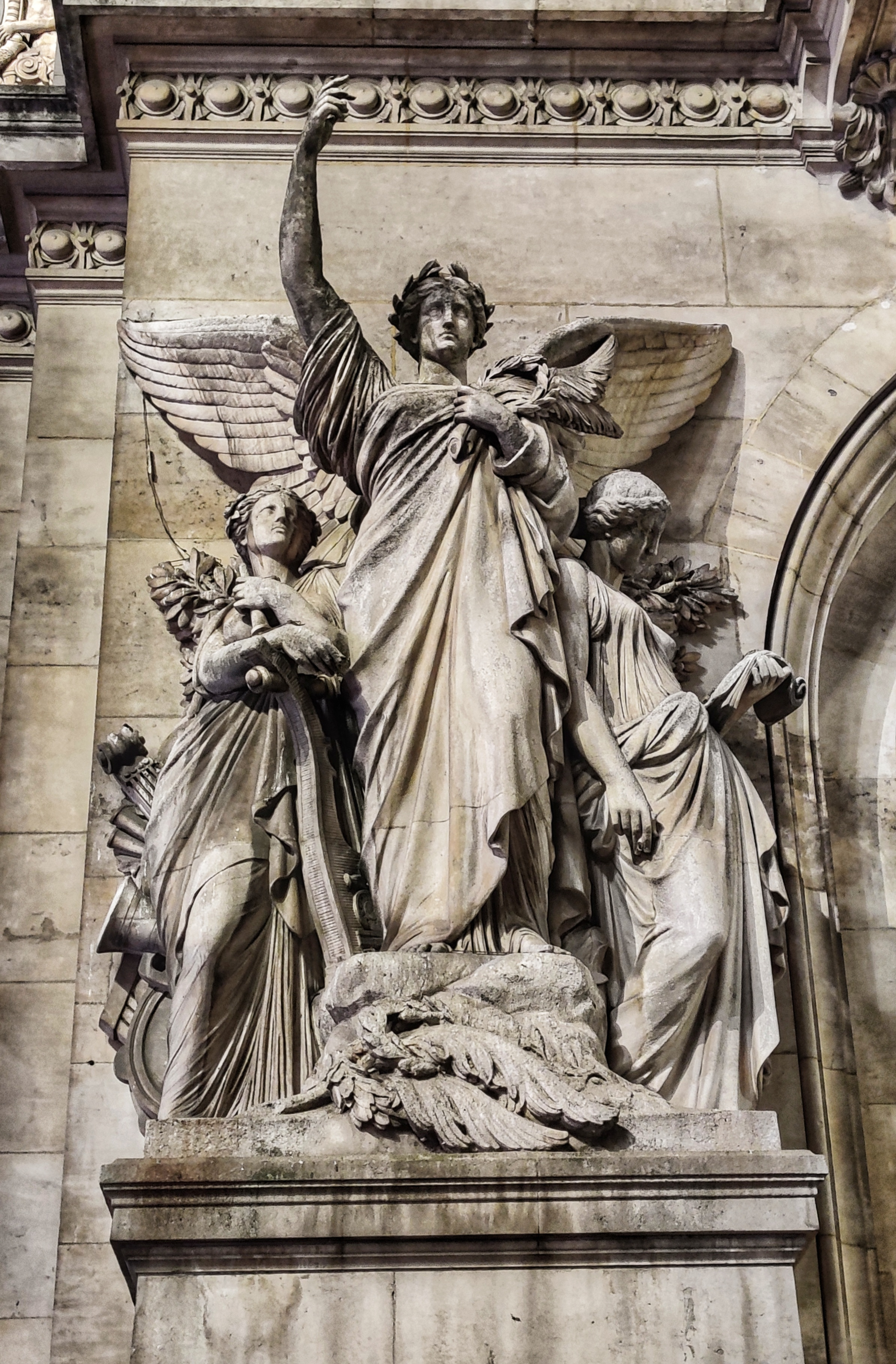
프랑수아 주프루아의 하모니 파사드 쪽에 있는 조각상(조화-시-음악)
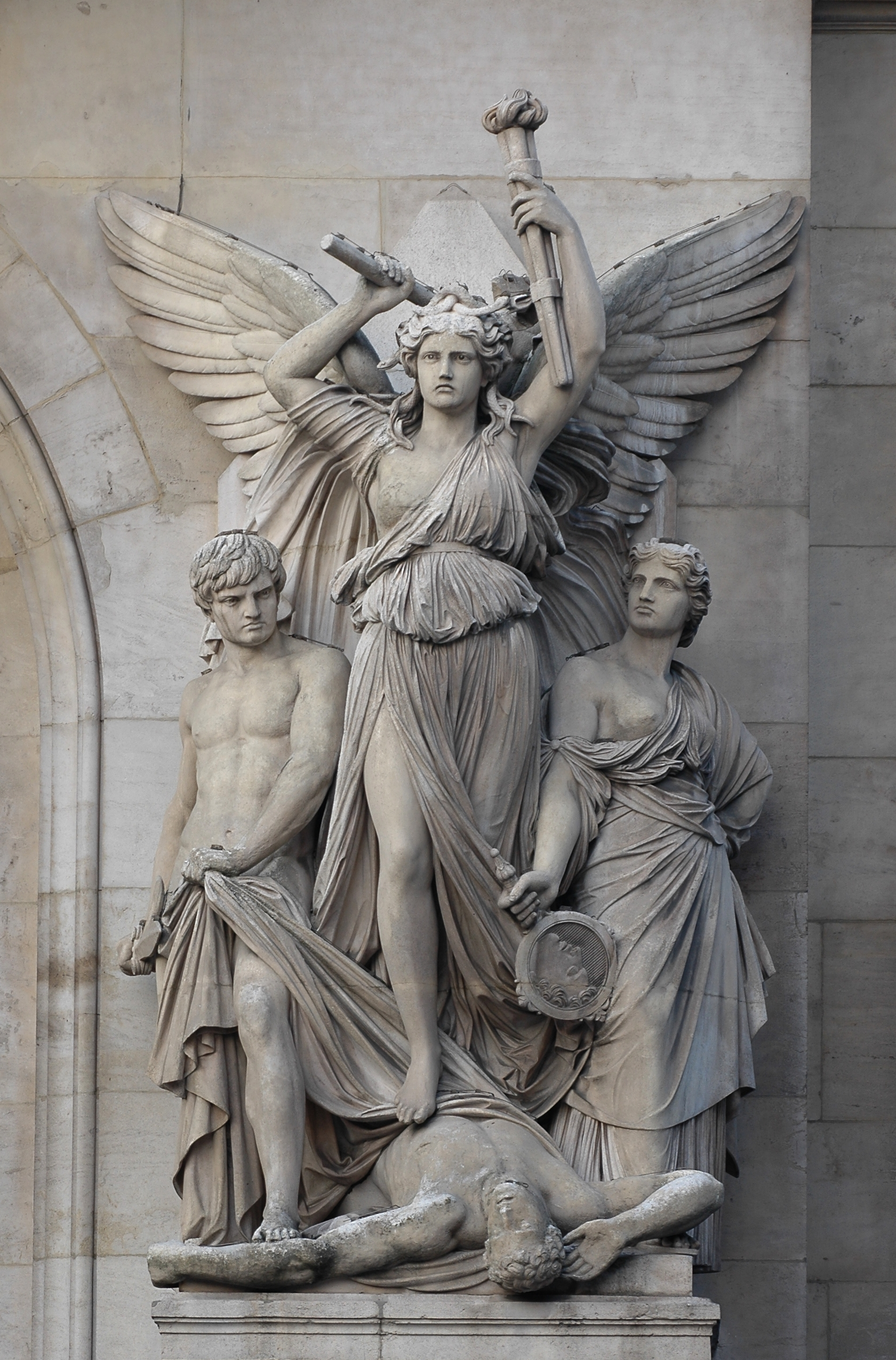
장조제프 페로가 1860년~1869년경에 조각한 Lyrical Drama
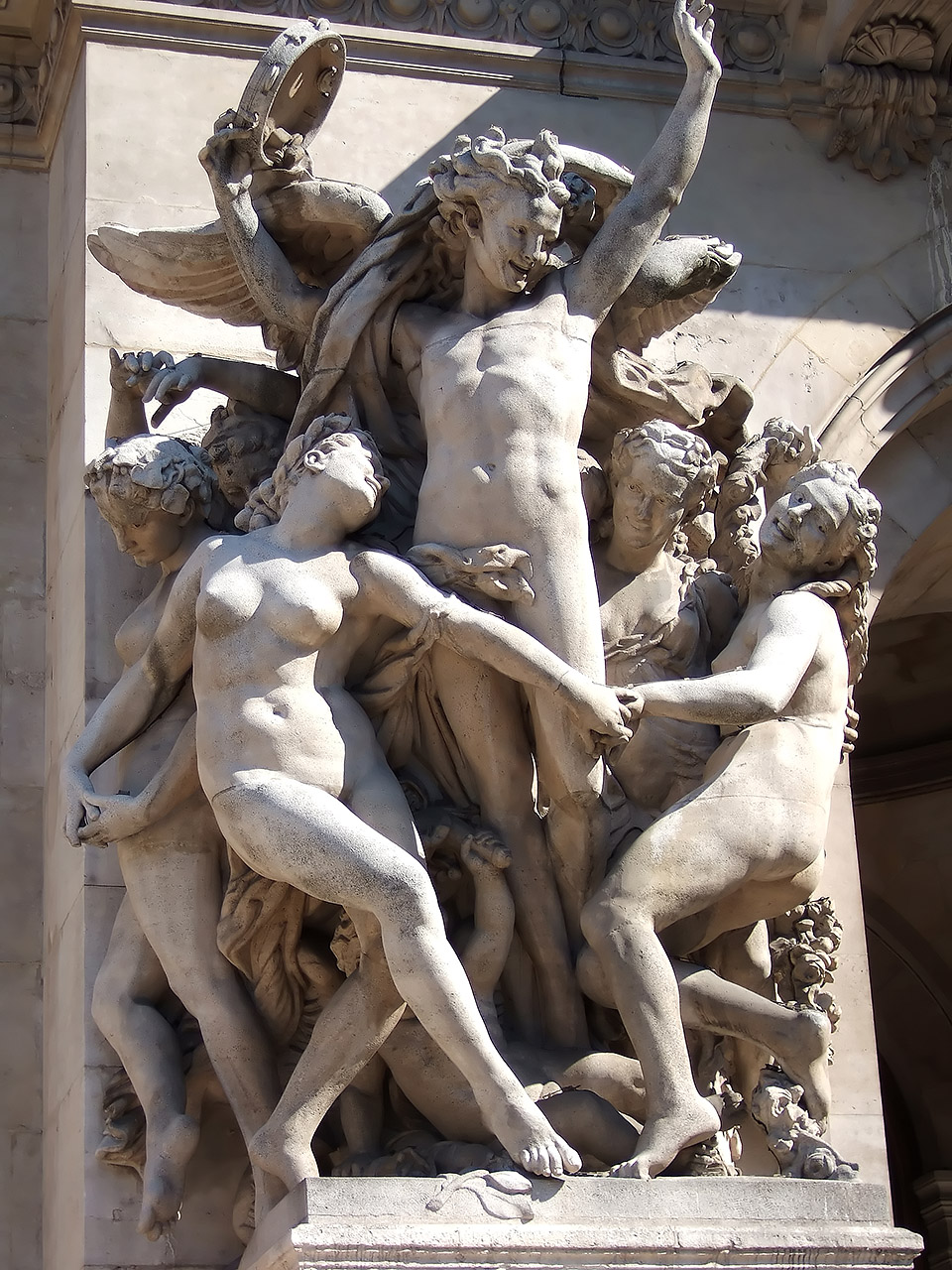
장바티스트 카르포가 조각한 《춤》(La Danse) 조각상
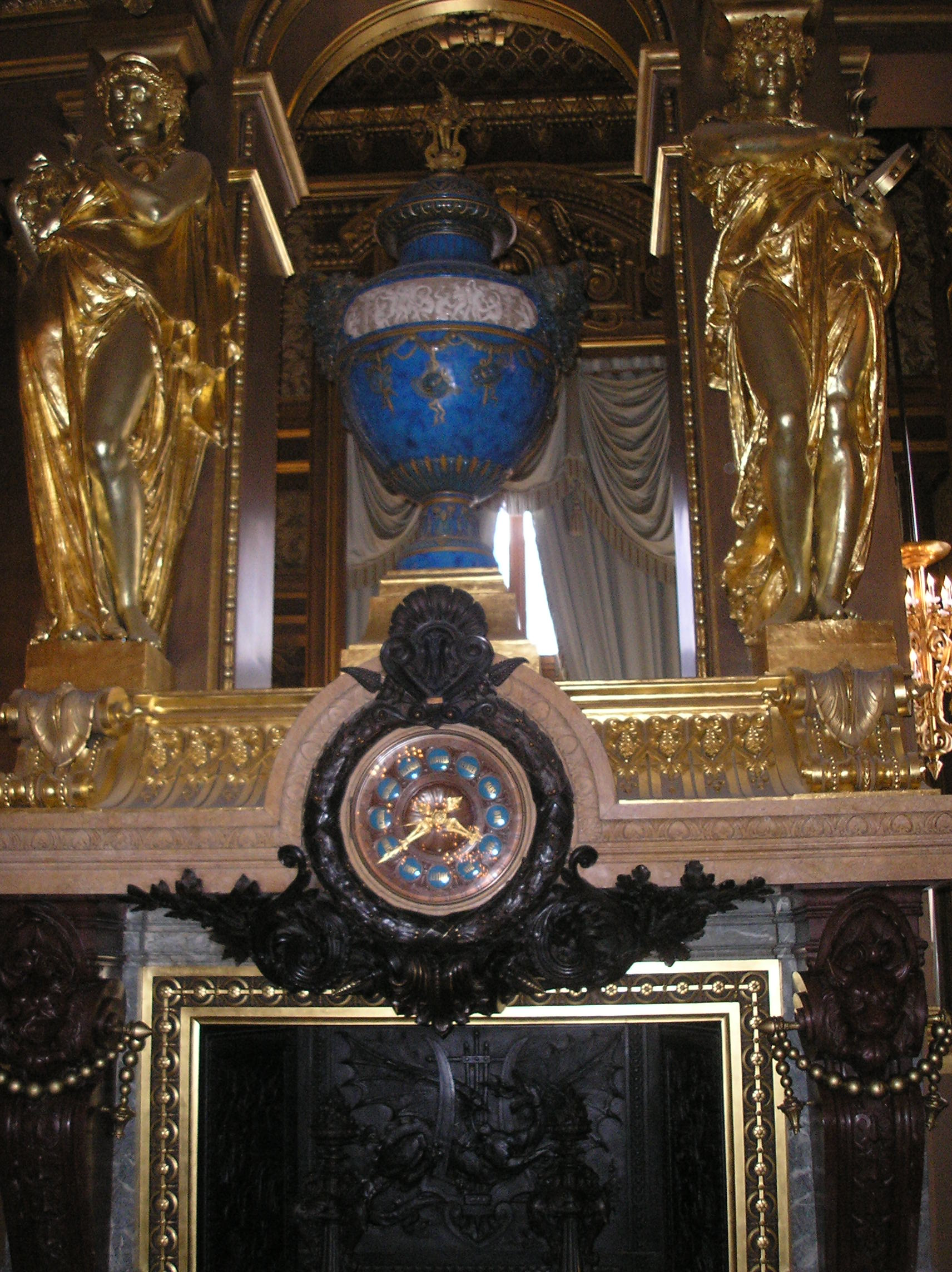
Foyer de la Danse의 장식된 난로
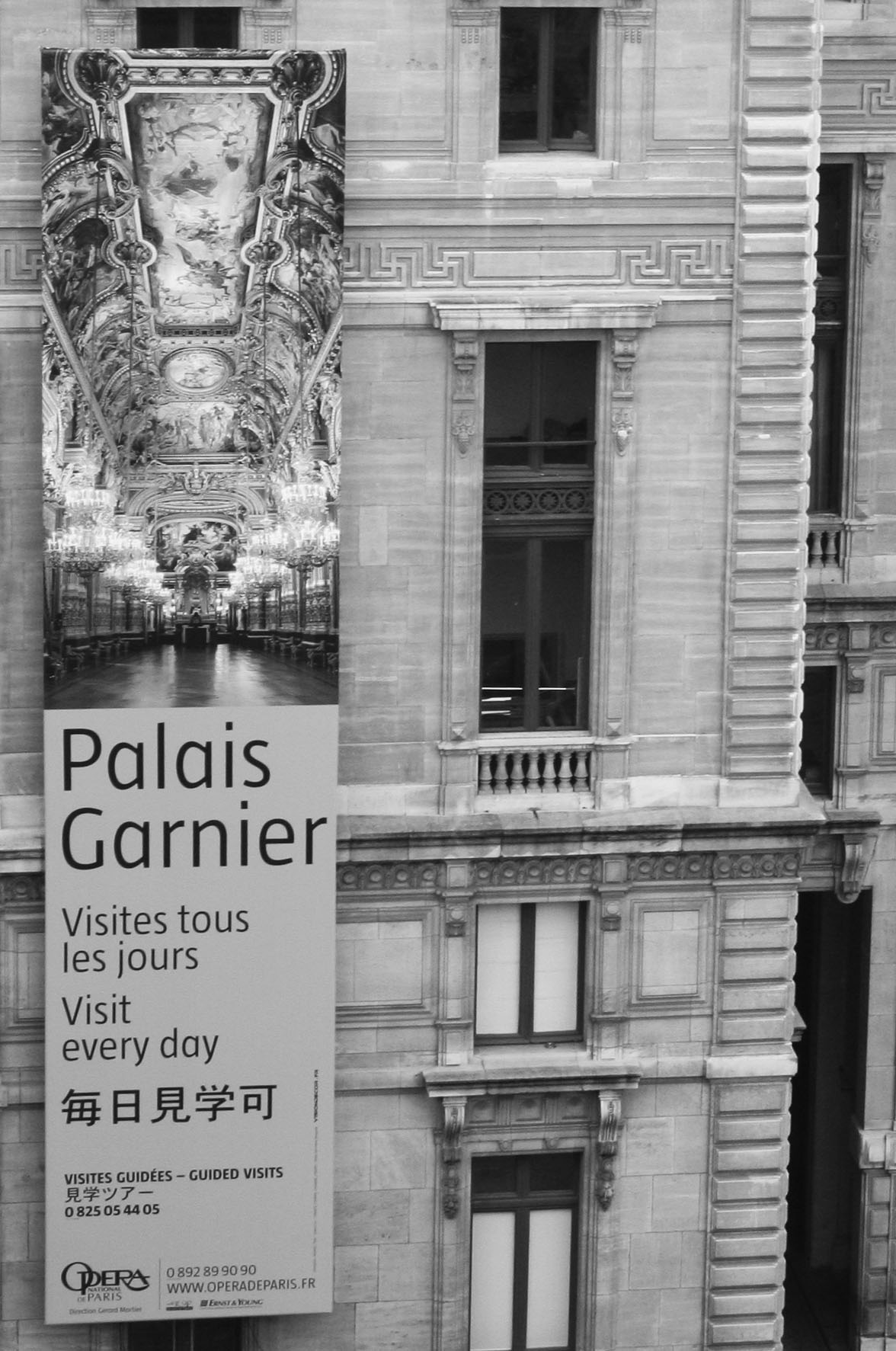

## 참고 문헌
- 이 문서에는 다음커뮤니케이션(현 카카오)에서 GFDL 또는 CC-SA 라이선스로 배포한 글로벌 세계대백과사전의 "세계의 가극장" 항목을 기초로 작성된 글이 포함되어 있습니다.
- Allison, John (ed.), Great Opera Houses of the World, supplement to Opera Magazine, London 2003
- Beauvert, Thierry, Opera Houses of the World, New York: The Vendome Press, 1995. [ISBN 0-86565-978-8]
- Guest, Ivor Forbes, Ballet of the Second Empire, London: Wesleyan University Press, 1974
- Guest, Ivor Forbes, The Paris Opera Ballet, London: Wesleyan University Press, 2006
- Zeitz, Karyl Lynn, Opera: the Guide to Western Europe's Great Houses, Santa Fe, New Mexico: John Muir Publications, 1991. [ISBN 0-945465-81-5]